# True Friend
«True Friend» (en español: «Verdadero Amigo») es una canción de Hannah Montana perteneciente a la banda sonora Hannah Montana 2. Es una canción sobre amigos verdaderos que están juntos para siempre. 

## Popularidad
True Friend se ha convertido en una de las canciones más descargadas de Hannah Montana/Miley Cyrus en iTunes, que se encuentra justo detrás de "Nobody's Perfect" y "See You Again".

## Curiosidades
- En el episodio Hannah Montana "Puños ¿Mantener Juntos nosotros", dijo Hannah Montana esta canción fue escrita para Lilly, quien presenta como dos caras backstabber debido a la controversia en ese episodio.
- En el episodio de "Populares o Perdedores"(no estrenado aun) la canta en concierto, antes de decirle al público cosas buenas de Oliver, Lilly y Miley y cosas malas de Amber y Ashley.
- En el episodio "El Campamento Mortal"(no estrenado aun) la canta acústica en "Camp Rock".
- En el episodio "Siempre te detestare" la canta acústica con la abuela y tía Dolly.

## Video musical
El video musical de "True Friend" salió al aire el 3 de septiembre de 2007 en Disney Channel. Fue filmada en el concierto de grabación en Anaheim el 14 de noviembre de 2006.
El video musical para True Friend hizo su estreno en las pantallas de Disney Channel el 3 de septiembre de 2007. El video musical fue filmado el 14 de noviembre de 2006 en Anaheim, California.
El video al igual que los otros también recrea un concierto de Hannah, comienza con Hannah y sus bailarines sentados en la escalera, continúa con ellos en las escaleras abrazándose amistosamente, luego simulan una escena de burla pero que termina feliz, luego una pequeña coreografía para dar paso a un juego de escondidas en el cual un bailarín "cae" y Hannah lo ayuda como una verdadera amiga, finaliza con todos abrazados amistosamente en el escenario B. El video es quinto cronológicamente.

## Certificaciones
| País (Organismo certificador) | Certificaciones | Ventas certificadas | Ref.  |
| ----------------------------- | --------------- | ------------------- | ----- |
| Estados Unidos (RIAA)         | Oro             | 500 000             | [ 1 ] |